# Rolandpass
Der Rolandpass ist ein rund 2400 m hoher Gebirgspass im ostantarktischen Viktorialand. Er liegt zwischen den Vantage Hills im Westen sowie dem südwestlichen Ende der Gair Mesa im Osten und führt von der Krefeldebene zum Kopfende des Rennick-Gletschers.
Wissenschaftler der deutschen Expedition GANOVEX IV (1984–1985) nahmen seine Benennung vor. Namensgeber ist der deutsche Geologe Norbert Roland, Teilnehmer an dieser Forschungsreise sowie an der GANOVEX II (1981–1982) und III (1982–1983).